# Ivana Iozzia
Ivana Iozzia (* 18. Februar 1973 in Como) ist eine italienische Marathonläuferin.

## Werdegang
Die Volleyballspielerin wechselte zum Laufsport, nachdem sie 2000 in einer Verlosung ihrer Firma einen Startplatz beim New-York-City-Marathon gewann und dort in 2:48:29 h den 21. Platz belegte. Ein Jahr später kam sie ebendort auf den 28. Platz. 2002 wurde sie Dritte bei der Maratona di Sant’Antonio und siegte beim Stuttgart-Lauf sowie beim Halbmarathonbewerb des Tessin-Marathons.
2003 verbesserte sie sich als Zwölfte beim Berlin-Marathon um fast zehn Minuten auf 2:35:39 h. 2004 siegte sie beim Reggio-Emilia-Marathon und belegte bei den Halbmarathon-Weltmeisterschaften in Neu-Delhi den 30. Platz. Im Jahr darauf wurde sie als Gesamtsiegerin bei der Maratona di Sant’Antonio italienische Meisterin, kam bei den Halbmarathon-Weltmeisterschaften in Edmonton auf Rang 37 und wurde Zweite beim Florenz-Marathon.
2006 wurde sie Zweite bei der Maratona di Sant’Antonio, belegte bei den Straßenlauf-Weltmeisterschaften den 35. Platz und wurde Zweite beim Venedig-Marathon. 2007 wurde sie als Gesamtachte beim Rom-Marathon erneut nationale Meisterin und wurde Dritte in Venedig. Auf der wegen ihres Gefälles nicht bestenlistentauglichen Strecke der Maratona d’Italia wurde sie 2008 Dritte in 2:34:07 h. Sechs Wochen später wurde sie Vierte beim Mailand-Marathon.
2009 wurde sie Fünfte bei der Maratona di Sant’Antonio, kam bei den Halbmarathon-Weltmeisterschaften in Birmingham auf Platz 43 und siegte in Reggio Emilia, beim Garda-Trentino-Halbmarathon und beim Marengo-Marathon. 2010 wurde sie Elfte in Berlin.
2012 gewann sie den Maratona d’Italia in 2:35:08 h.
Im Oktober 2016 gewann sie den Marathon der 3 Länder am Bodensee.
Ivana Iozzia ist 1,63 m groß und wiegt 50 kg. Sie wird von Eugenio Frangi trainiert und startet für den A.S.D. Calcestruzzi Corradini. Die Teilzeitbeschäftigte in einer Textilfabrik lebt in Lurate Caccivio.

## Sportliche Erfolge
| Datum/Jahr   | Rang | Wettbewerb                        | Austragungsort | Zeit     | Bemerkung |
| ------------ | ---- | --------------------------------- | -------------- | -------- | --------- |
| 9. Okt. 2016 | 1    | Marathon der 3 Länder am Bodensee | Bregenz        | 02:40:05 |           |
| 2003         | 12   | Berlin-Marathon                   | Berlin         | 02:35:39 |           |

## Persönliche Bestzeiten
- 10.000 m: 34:14,54 min, 9. April 2006, Rubiera
- Halbmarathon: 1:12:55 h, 15. November 2009, Riva del Garda
- Marathon: 2:34:32 h, 26. April 2009, Padua